# Gräddö-Askens naturreservat
Gräddö-Askens naturreservat är ett naturreservat i Norrtälje kommun i Stockholms län.
Området är naturskyddat sedan 2014 och är 11 hektar stort. Reservatet omfattar nordöstra delen av Gräddö-Asken vid kusten. Reservatet består av lövskog på tidigare betesmark.